# 刘宝琦
刘宝琦（？—），经名优素福，男，回族，中国伊斯兰教人物，曾任河南省伊斯兰教协会会长，中国伊斯兰教协会副会长，第九、十届全国人大代表。